# 27. ožujka
27. ožujka (27. 3.) 86. je dan godine po gregorijanskom kalendaru (87. u prijestupnoj godini).
Do kraja godine ima još 279 dana.

## Događaji
- 1794. – Osnovana je mornarica Sjedinjenih Država.
- 1938. – Potres na Bilogori
- 1941. – U državnom udaru u Beogradu pod vodstvom generala Dušana Simovića srušena vlada Dragiše Cvetkovića.
- 1958. – Nikita Hruščov je postao premijer Sovjetskog Saveza.
- 1964. – Potres Veliki petak s magnitudom od 9,2 Richterove ljestvice pogodio je Uvalu Prince William podalje od obale Aljaske, uzrokovavši naknadne cunamije koji su stigli do obala Kalifornije i Havaja.
- 1977. – Na Tenerifima se dogodila najveća zrakoplovna nesreća u civilnom zrakoplovstvu. Poginulo je 583 ljudi, a samo 61 je uspjelo preživjeti. Nesreća se dogodila na aerodromu Los Rodeos, kada se Boeing 747 nizozemskog KLM-a prilikom uzlijetanja brzinom od 250 km/h zabio u Pan Am-ov Boeing 747 koji se još uvijek nalazio na pisti.
- 1993. – Jiang Zemin naslijedio je Yanga Shangkuna na mjestu predsjednika Narodne Republike Kine.
- 2007. – U Rijeci je otvoreno prvo prihvatilište za beskućnike "Ruže sv. Franje".

| - 1416. – Sveti Franjo Paulski, talijanski redovnik i svetac († 1507.) - 1765. – Franz Xaver von Baader, njemački filozof († 1841.) - 1797. – Alfred de Vigny, francuski pjesnik († 1863.) - 1840. – Tomaso Burato, hrvatski fotograf († 1910.) - 1845. – Wilhelm Conrad Röntgen, njemački fizičar († 1923.) - 1899. – Gloria Swanson, američka glumica († 1983.) - 1901. – Eisaku Satō, japanski političar i nobelovac († 1975.) - 1921. – Ivan Rabuzin, hrvatski slikar naivne umjetnosti († 2008.) - 1923. – Endō Shūsaku, japanski književnik († 1996.) - 1949. – Dubravka Ugrešić, hrvatska književnica i prevoditeljica († 2023.) - 1951. – Branko Jeren, hrvatski znanstvenik - 1969. – Mariah Carey, američka pjevačica - 1971. – Nathan Fillion, kanadski glumac - 1975. – Fergie, američka pjevačica i glumica - 1985. – Nadežda Skardino, bjeloruska biatlonka - 1988. – Brenda Song, američka glumica | - 1184. – Đuro III. Gruzijski, kralj Gruzije - 1530. – Mila Gojsalić, hrvatska junakinja i mučenica - 1770. – Giovanni Battista Tiepolo, talijanski slikar (* 1696.) - 1935. – Rudolf Lubinski, hrvatski arhitekt (* 1873.) - 1936. – Stjepan Javor, hrvatski političar (* 1877.) - 1968. – Jurij Gagarin, sovjetski astronaut (* 1934.) - 2003. – Edwin Carr, novozelandski skladatelj i pijanist (* 1926.) - 2006. – Stanisław Lem, poljski književnik (* 1921.) - 2016. – Majka Angelica, američka redovnica i tv-voditeljica (* 1923.) - 2017. – Josip Kovačić, hrvatski povjesničar umjetnosti, kolekcionar i pjesnik (* 1935.) |

## Blagdani i spomendani
- Međunarodni dan kazališta
- God križa u Dolcu

## Imendani
- Lidija
- Rupert
- Lada